# Wugang (Hunan)
Pour les articles homonymes, voir Wugang.
Wugang (武冈 ; pinyin : Wǔgāng) est une ville de la province du Hunan en Chine. C'est une ville-district placée sous la juridiction de la ville-préfecture de Shaoyang.

## Démographie
La population du district était de 721 144 habitants en 1999.